# Handley Page Hampden
Handley Page Hampden – brytyjski średni samolot bombowy z okresu II wojny światowej, zaprojektowany i zbudowany w 1938 roku w wytwórni Handley Page.

## Historia

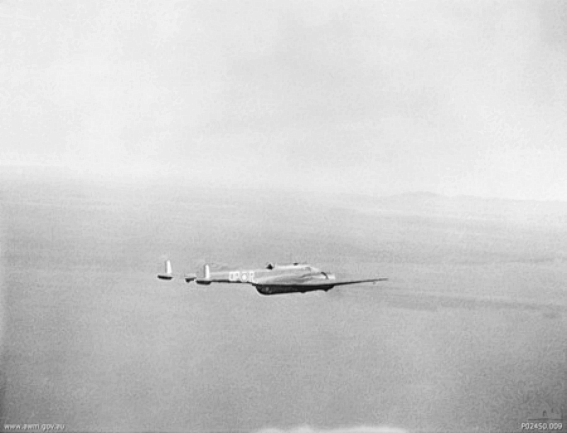
Hampden należący do RCAF w locie w styczniu 1943 r.

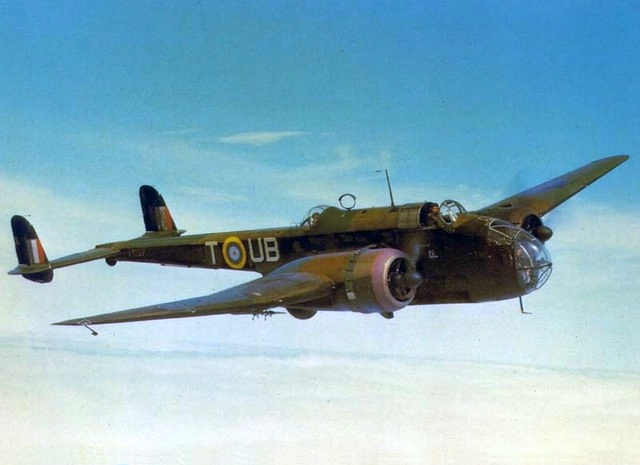
Hampden z 445 Dywizjonu RAAF

Hampden powstał jako następca bombowca Boulton Paul Sidestrand w ramach konkursu ogłoszonego przez brytyjskie Ministerstwo Lotnictwa w 1932 roku. Do konkursu przedstawiono projekty czterech wytwórni: Bristol, Gloster, Handley Page i Vickers Aircraft, z których wytypowano dwa: Handley Page i Vickers (oba projekty rozwijały się równolegle, a efektem prac Vickersa był Wellington).
Zespół konstruktorów wytwórni Handley Page przedstawił projekt samolotu o konstrukcji skorupowej, całkowicie metalowej z podwójnym usterzeniem pionowym na końcu charakterystycznej smukłej belki ogonowej. Powierzchnie sterowe pokryto płótnem. Pod belką przewidziano dolne stanowisko strzeleckie w postaci wieżyczki zapożyczonej z wcześniejszego projektu wytwórni Handley Page, samolotu Heyford. Drugie stanowisko strzeleckie znajdowało się na grzbiecie kadłuba, a w nosie miała być zamontowana trzecia wieżyczka, jednak ze względu na brak dostępnej odpowiedniej konstrukcji zrezygnowano z niej. Kadłub samolotu był bardzo wąski i wysoki, co utrudniało ewentualny przyszły montaż takiej wieżyczki. Ten charakterystyczny kształt kadłuba, choć zapewniał doskonałą widoczność pilotowi, przyczynił się do nadania tej maszynie nieoficjalnej nazwy Latającej kijanki (Flying Tadpole) lub Latającej walizki (Flying Suitcase). Skrzydła zamontowano w połowie wysokości kadłuba. Wyposażono je w automatyczne sloty na krawędziach natarcia i klapy na krawędziach spływu, co miało zwiększyć siłę nośna i przyczynić się do skrócenia rozbiegu samolotu do poniżej 500 metrów. Na płatach zamontowano silniki ze śmigłami o zmiennym skoku. Hampden był pierwszym samolotem wytwórni Handley Page z chowanym podwoziem. Po trzech latach od zbudowania pierwszej makiety samolotu pierwszy prototyp oznaczony H.P.52 wzbił się w powietrze 21 czerwca 1936 roku.
Samolot napędzały dwa 9-cylindrowe silniki gwiazdowe Bristol Pegasus XVIII z dwustopniową sprężarką o mocy 1000 KM. Prędkość maksymalna prototypu wynosiła 426 km/h, masa 7258 kg, a udźwig bomb 1814 kg bomb. Uzbrojenie strzeleckie stanowiły ruchome karabiny maszynowe Vickers K zamontowane na górnym i dolnym stanowisku strzeleckim oraz na dziobie samolotu. Ponadto po lewej stronie kadłuba pod kabiną pilota zamontowano stały karabin maszynowy Browning.
W połowie 1938 roku rozpoczęto produkcję seryjną samolotu Mk I, nazwanego na cześć hrabiego Johna Hampdena, polityka żyjącego w latach 1595-1643. Licencyjnie budowano Hampdeny w zakładach English Electric, gdzie do połowy marca 1942 roku wyprodukowano ogółem 770 egzemplarzy tych samolotów. Drugim licencyjnym producentem Hampdenów było kanadyjskie konsorcjum Canadian Associated Aircraft, w którego skład wchodziło 6 mniejszych wytwórni lotniczych. Od 9 sierpnia 1941 roku wyprodukowano w Kanadzie i dostarczono do Wielkiej Brytanii drogą powietrzną przez Islandię i Irlandię Północną 160 bombowców, a macierzystą wytwórnię Handley Page opuściło 500 egzemplarzy (i 2 prototypy).
Drugi prototyp oznaczony jako H.P.53 powstał w 1934 na zamówienie Sił Powietrznych Szwecji i różnił się od wersji Mk I obecnością działka kalibru 20 mm marki Bofors i karabinem maszynowym Colt kalibru 8 mm zamontowanym w górnej wieżyczce strzeleckiej. Miał mieć on możliwość montowania podwozia kołowego, nart lub pływaków. Transakcja nie doszła jednak do skutku i do Szwecji trafił ostatecznie jeden Hampden Mk I.

## Wersje

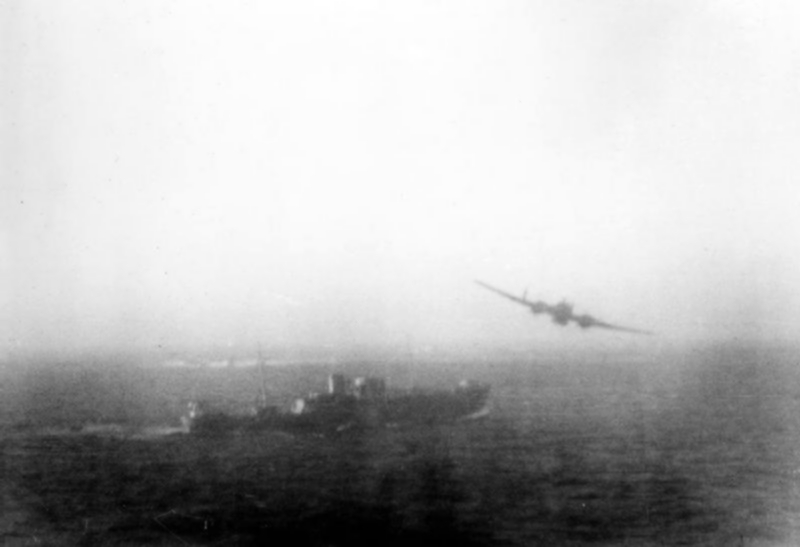
Handley Page Hampden podczas ataku na niemiecki statek transportowy w pobliżu wybrzeża Norwegii, 29 stycznia 1943 r.

Konsorcjum kanadyjskie, obawiając się problemów z dostarczaniem silników Pegasus, wyposażyło na próbę 2 egzemplarze bombowca w silniki Wright Cyclone GR-1829-G105A o mocy 1100 KM, oznaczając je jako Hampden Mk II. Modyfikacja ta okazała się jednak zbędna i zaniechano jej.
Pod koniec 1941 roku postanowiono przystosować Hampdeny do roli samolotów torpedowych, przez poszerzenie kadłuba i zmodyfikowanie komory bombowej tak, żeby było możliwe podwieszenie torpedy lotniczej Mk XII. Torpeda umieszczona w komorze bombowej wystawała z niej na ok. 9 cm, co uniemożliwiało całkowite domknięcie się drzwi komory. Samolot w tej wersji był oznaczony jako Hampden T.B. Ogólnie przebudowano do tego standardu tylko 144 samoloty, a rywalizację o konstrukcję samolotu torpedowego wygrała firma Bristol z samolotem Beaufort.
Po podpisaniu pierwszego kontraktu na dostawę bombowców z firmą Handley Page zamówiono 100 egzemplarzy w montowni firm Short i Harland w Irlandii Północnej. Firmy te, tak samo jak konsorcjum kanadyjskie obawiając się kłopotów w dostawach silników Pegasus, postanowiły zastosować inne, 24-cylindrowe czterorzędowe silniki Dagger VIII w układzie H produkcji firmy Napier. Jako platformy testowej użyto prototypu H.P.53, który po wyposażeniu w nowe silniki oznaczono jako Hereford. Oblot odbył się 1 lipca 1937 roku. Silniki Dagger okazały się bardzo nieudane i jednostki, do których trafiły te samoloty szybko się ich pozbyły. Część z nich przebudowano z powrotem do standardu Mk I.
Produkcję seryjną samolotu Handley Page Hampden zakończono w końcu 1941 roku.

## Użycie bojowe

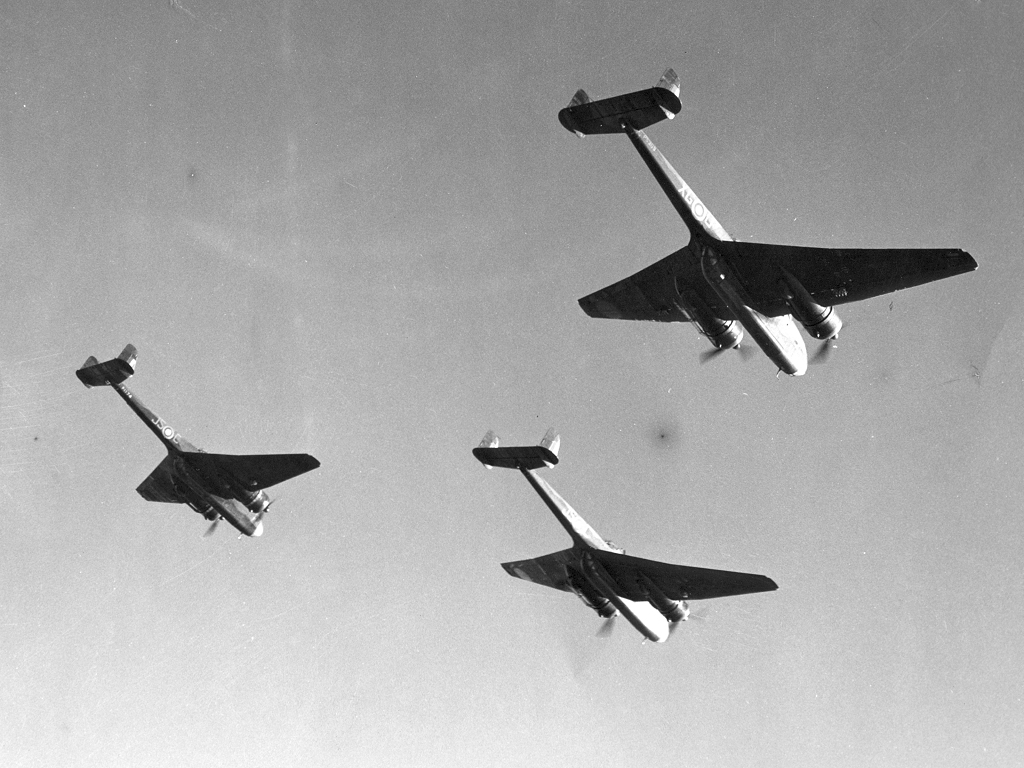
Trzy samoloty Handley Page Hampden w locie

Pierwsze seryjne samoloty Hampden B Mk I otrzymały we wrześniu 1938 roku dywizjony bombowe Royal Air Force (RAF): 49, 50 i 83.
We wrześniu 1939 roku w dywizjonach bombowych RAF znajdowało się już 212 samolotów Hampden, których używano do minowania wód przybrzeżnych Niemiec w operacjach o nazwie kodowej Gardening (eng. uprawa ogródka), później brały udział w misjach bombowych.
Pierwsze loty bojowe wykonały Hampdeny ze 144. Dywizjonu bombowego w dniu 29 września 1939 roku, atakując niemieckie okręty koło wyspy Helgoland. W dniu 18 grudnia 1939 roku samoloty te, wspólnie z samolotami Vickers Wellington, bombardowały lotniska na terenie Niemiec. W dniach 19-20 marca 1940 roku samoloty Hampden wzięły udział w bombardowaniu niemieckiej wyspy Sylt.
Ze względu na bardzo słabe uzbrojenie obronne i ponoszone w związku z tym duże straty, już w grudniu 1939 rozpoczęto wycofywanie ich z dziennych misji bombowych. W ramach przeróbek do roli bombowca nocnego zmodyfikowano układ wydechowy na tłumiący płomienie wylotowe, zamontowano opancerzenie dla załogi oraz ulepszono uzbrojenie obronne przez zamontowanie podwójnych sprzężonych karabinów Vickersa w obu stanowiskach strzeleckich (w stanowisku dziobowym pozostał jeden Vickers). Na początku 1940 bombowce Hampden zrzucały ulotki nad terytorium Niemiec, a później wykonywały standardowe bombardowania, oraz misje stawiania min. Samoloty Hampden brały udział w operacjach bombardowania obiektów w Zagłębiu Ruhry w dniach 15-16 maja 1940 roku, zakładów przemysłowych w Dortmundzie latem 1940 roku, doków w stoczni w Kilonii, zbombardowanych w nocy z 1 na 2 lipca 1940 roku, gdzie znajdował się niemiecki pancernik „Scharnhorst”. W nocy z 25-26 sierpnia 1940 roku wspólnie z grupą samolotów Armstrong Whitworth Whitley po raz pierwszy w czasie II wojny światowej zbombardowały Berlin, a w nocy z 16 na 17 grudnia 1940 roku brały udział w bombardowaniu Mannheim.

W 1941 roku samoloty Hampden brały udział w następujących akcjach: w dniach 13-14 kwietnia zrzuciły pierwsze brytyjskie miny magnetyczne na wody przybrzeżne Danii, w dniu 24 lipca brały udział w operacji przeciwko niemieckim okrętom „Scharnhorst”, „Gneisenau” i „Prinz Eugen”.
Jeden z bombowców Hampden zatopił również niemiecki okręt podwodny U-227.
W 1942 roku do głównych zadań samolotów Hampden należały od marca loty torpedowo-bombowe. W nocy z 3-4 marca zbombardowały zakłady Renault, a z 14 na 15 września port i stocznię w Wilhelmshaven.
Ogółem bombowce tego typu wykonały 16 154 loty bojowe, z czego 12 429 w nocy, a 3261 to misje minowania. Do końca 1943 wycofano ze służby wszystkie Hampdeny, przezbrajając używające je dywizjony w samoloty Bristol Beaufighter i Handley Page Halifax. Średni ładunek bomb zrzucony z jednego samolotu w przeliczeniu na wszystkie Hampdeny biorące udział w misjach wynosił 705 kg. 
Na samolotach Handley Page Hampden latali również lotnicy polscy, gdyż na nich szkolono nawigatorów i strzelców pokładowych w centralnej szkole RAF w Sutton Brige.
W niewielkiej liczbie Hampdeny były używane także przez lotnictwo morskie ZSRR. W październiku 1942 podarowano lotnictwu Floty Północnej 20 samolotów, które wcześniej od września były używane przez brytyjskie lotnictwo stacjonujące w Wajendze. Były używane jako torpedowe, aczkolwiek nie były cenione przez radzieckich lotników z uwagi na własności lotne ustępujące Ił-4 i trudniejszy pilotaż. Stracono je lub wycofano do lipca 1943 roku.